# Beata Umubyeyi Mairesse
Beata Umubyeyi Mairesse, née en 1979 à Butare au Rwanda, est une auteure franco-rwandaise.

## Biographie
Beata Umubyeyi Mairesse est née et a grandi à Butare, au Rwanda d'un père polonais et d'une mère rwandaise tutsi,. Elle fréquente l'école belge de Butare. Survivante du génocide des Tutsi au Rwanda en 1994, elle arrive en France en juillet de la même année. Après le lycée, elle entame des études littéraires (hypokhâgne et khâgne), obtient un diplôme de l'Institut d'études politiques de Lille, puis un DESS en coopération internationale et développement à l'Université Panthéon-Sorbonne. Elle a travaillé pour des ONG internationales avant de s’installer en 2007 à Bordeaux où elle coordonne des projets de prévention en santé. Elle y a fondé et co-anime un cercle de lectures afro-caribéennes.
En 2015, paraît son premier recueil de nouvelles, Ejo, mot qui en kinyarwanda signifie à la fois "hier" et "demain". Il raconte l’avant et l'après génocide des Tutsi au Rwanda, à travers des voix de femmes. Il obtient le prix François Augiéras en 2016.
Son second recueil de nouvelles, Lézardes, est publié en 2017. Il présente un portrait de groupe de la génération rwandaise de l'auteure, là encore à travers des histoires brèves, entre le conte et la nouvelle, se déroulant avant et après le génocide de 1994. Un élément central de ce recueil est l'impact de cet événement sur la trajectoire d'enfants ou de futurs parents.
Après le progrès, son troisième livre publié, est un recueil de 45 poèmes en prose, ordonnés en trois parties: perdu, volé, racheté.
Son premier roman, Tous tes enfants dispersés, paraît à la rentrée littéraire 2019. Il raconte l'histoire d'une famille sur trois générations, entre la France et le Rwanda, et aborde les thèmes du métissage et de la transmission. Il porte la voix de femmes fortes se réappropriant leur histoire, et confirme la fibre féministe de l'auteure. L'ouvrage reçoit un accueil critique très positif,,, et est sélectionné pour plusieurs prix littéraires (Prix Wepler, Prix André Malraux, Prix Jean Giono, Prix du premier roman de la SGDL...). Il reçoit le Prix des cinq continents de la francophonie 2020 ainsi que plusieurs autres prix littéraires. La version anglaise, All your children, scattered, est publiée en 2022 par Europa Editions, et est saluée par la presse britannique,,. La traduction suédoise, qui paraît en 2024 chez Ordfront förlag, est finaliste du prix de littérature internationale Kulturhuset Stadsteatern.
Son second roman, Consolée, est publié à la rentrée littéraire 2022. Il est en partie inspiré d’un fait historique, le sort des enfants métis qui durant la colonisation belge en Afrique ont été arrachés à leurs mères noires pour être élevés par des religieuses blanches à « l’Institut pour enfants mulâtres de Save ». Le texte de fiction interroge plus largement l’héritage colonial en mettant en résonance le parcours d’une de ces enfants, devenue une vieille femmes en EHPAD, avec l’expérience des vies noires aujourd’hui en France. Le roman est lauréat 2023 du prix Kourouma décerné au Salon du livre de Genève.
Les arbres rwandais sont un motif récurrent dans ses ouvrages de fiction : le jacaranda dans Ejo et Tous tes enfants dispersés, l'umuko (arbre corail) et l'umuvumu (ficus) dans Consolée.
En 2023 paraît son premier album jeunesse, Peau d'épice, illustré par Véronique Joffre. Il aborde la question du métissage à travers le questionnement d’une enfant sur les arbres fruitiers du pays de son père noir.
En 2024, les éditions Mémoire d'encrier publient son recueil de poésie Culbuter le malheur, intégrant une réédition du recueil Après le Progrès. L’ouvrage reçoit un accueil critique très positif en France et au Québec.
En 2024 également, elle publie chez Flammarion un récit, Le convoi, dans lequel elle raconte sa survie durant le génocide des Tutsi et sa fuite du Rwanda grâce à un convoi organisé par l’ONG Terre des hommes. Elle y relate aussi l’enquête qu’elle a mené durant 15 ans pour retrouver les autres enfants du convoi, l'équipe de la BBC qui a filmé leur évacuation et les humanitaires qui lui ont sauvé la vie. Nourri de réflexions sur l'acte de témoigner et la valeur des traces, entre recherche d'archives et écriture de soi, ce livre est comparé au Si c’est un homme de Primo Levi. Le convoi est l’un des quatre livres les plus recommandés par les médias français en 2024, étant qualifié de "texte de narrative non-fiction digne des plus grands maîtres du genre" par Les Inrockuptibles, et d'"œuvre littéraire majeure" par Télérama. Il reçoit plusieurs prix littéraires dont le Prix Essai France Télévisions, le Grand Prix de l’héroïne Madame Figaro et le Prix franco-allemand Franz Hessel, et est finaliste du Prix du Livre Inter 2024. Sa traduction en anglais paraît en 2025 chez Orenda Books. Elle est louée par de nombreux auteurs tels Abdulrazak Gurnah, Colum McCann et Philippe Sands. 

## Publications

### Recueils de nouvelles
- Ejo, La Cheminante, 2015. Traduit en portugais (Brésil)[34]  et tchèque[35].
- Lézardes, La Cheminante, 2017
- Ejo - Lézardes et autres nouvelles, Autrement, 2020[36]

### Romans
- Tous tes enfants dispersés, Autrement, 2019[37]; J'ai lu, 2021[38]. Traduit en anglais[39], italien[40], roumain[41] et suédois[42].
- Consolée, Autrement, 2022[43]; J'ai lu, 2024

### Poésie
- Après le progrès, La Cheminante, 2019
- Culbuter le malheur, Mémoire d'encrier, 2024

### Récit
- Le convoi, Flammarion, 2024; J'ai lu, 2025. Traduit en anglais[33].

### Nouvelles
- Cette colline qui ne m'a pas quittée, XXI no 26, printemps 2014[44]
- Febronie—Maternités, 2015. Traduction anglaise : Motherhood, traduit par Edward Gauvin, Words Without Borders, août 2017 - The New French[45]
- Noir et Blanc, Brèves no 109, 2017
- Igicucu, Brèves no 109, 2017
- La Civilisation, Apulée #3 - La guerre et la paix, 2018[46]
- Petite, Onuphrius, 2018[47]
- Miss, Apulée #4 - Traduire le monde, 2019[48]
- Elle écrit, Nouvelles du Rwanda, Ed. Magellan & cie, 2019[49]
- Le Fardeau de la femme blanche, La Nouvelle Revue française no 639, Novembre 2019[50]

## Prix
- 2016 : Prix François Augiéras[51] pour Ejo
- 2017 : Prix du livre Ailleurs pour Ejo
- 2017 : prix de l’Estuaire pour Lézardes
- 2019 : Prix La Boétie[52] pour Lézardes
- 2020 : Prix des cinq continents de la francophonie pour Tous tes enfants dispersés
- 2020 : Prix Des racines et des mots[53] pour Tous tes enfants dispersés
- 2020 : Prix Éthiophile pour Tous tes enfants dispersés
- 2021 : Prix Richellieu pour Tous tes enfants dispersés
- 2023 : Prix Kourouma pour Consolée[54]
- 2023 : Prix Livres en boîte pour Consolée
- 2024 : Prix France Télévisions pour Le convoi[55]
- 2024 : Grand prix de l'héroïne Madame Figaro pour Le convoi[56]
- 2024 : Prix spécial Montluc Résistance et Liberté pour Le convoi[57]
- 2024 : Prix du roman métis des Lecteurs de la Ville de Saint-Denis pour Le convoi[58]
- 2024 : Prix FETKANN ! Maryse Condé pour Le convoi[59]
- 2025 : Prix Franz-Hessel pour Le convoi[60]